# روزماري ساتكليف
كانت روزماري ساتكليف –الحاصلة على وسام الإمبراطورية البريطانية- (14 ديسمبر 1920 – 23  يوليو 1992) روائية إنجليزية معروفة بكتب الأطفال،  خاصةً الخيال التاريخي وروايات الخرافات والأساطير. على الرغم من أنها كانت في المقام الأول مؤلفة أطفال، راقت نوعية كتاباتها العميقة للكبار أيضًا. في مقابلة عام 1986 قالت: «أود أن أدّعي أن كُتبي مخصصة للأطفال من جميع الأعمار، من تسعة إلى تسعين». بعض رواياتها كتبت خصيصًا للبالغين.
لمساهمتها بصفتها كاتبة أطفال،  كانت ساتكليف وصيفة ميدالية هانز كريستيان أندرسن في عام 1974.

## سيرة ذاتية
ولدت ساتكليف في 14 ديسمبر 1920 لجورج إرنست ساتكليف وزوجته نيسي إليزابيث، (الآنسة لوتون قبل الزواج) في شرق كلاندون، في سرّي. قضت طفولتها في مالطا والعديد من القواعد البحرية حيث تمركز والدها ضابط البحرية الملكية. أُصيبت بداء ستيل عندما كانت صغيرة جدًّا،  واستخدمت كرسياً متحركاً معظم حياتها. است، استطاعت وصف المناظر الطبيعية والتفاصيل الجفرافية في كتاباتها رغم أنها لا تستطيع في كثير من الأحيان الاقتراب أكثر من قُرب الطريق. وبسبب مرضها المزمن، أمضت ساتكليف أغلب وقتها مع والدتها التي تعلمت منها العديد من الأساطير السلتية والسكسونية (التي كانت تتوسع فيما بعد إلى أعمال خيالية تاريخية). انقطع تعليم ساتكليف المبكر بانتقالها إلى المنزل وحالتها الصحية. لم تتعلم القراءة حتى كانت في التاسعة من عمرها، وغادرت المدرسة في 14 من عمرها لدخول مدرسة بيدفورد للفنون التي التحقت بها لمدة ثلاث سنوات، وتخرجت من دورة الفنون العامة. ثم عملت ساتكليف رسامة منمنمات.
استلهمت من روايات الأطفال التاريخية لجيفري ترينز أول كتاب لها بعنوان «سجلات روبن هود» في عام 1950. في عام 1954، نشرت ما تبقى من أشهر أعمالها «النسر التاسع» هو جزء من سلسلة حول بريطانيا الرومانية وما بعدها. لم تُدَوَّن هذه القصص بنحو تسلسلي، ولكنها وصلت عبر وسيلة توارثتها أجيال من نفس الأسرة. بين عامي 1954 و1958،  كانت أعمال ساتكليف بعنوان «النسر التاسع» تكملة للفرع الفضي، منبوذ والمحارب القرمزي كانوا في المركز الثاني في ميدالية كارنيجي السنوية التي تُمنح بواسطة رابطة المكتبة،  لأفضل كتاب للأطفال هذا العام من تأليف بريطاني. فازت أخيرًا بالميدالية لكتابها الثالث في سلسلة النسر، حاملي الفانوس عام (1959). تم وضع الكتابان الأول والثاني في بريطانيا الرومانية. يتبع حاملو الفانوس مباشرةً انسحاب الإمبراطورية الرومانية، عندما تعرض الشعب البريطاني للتهديد من قبل القوات الجرمانية المتبقية والغزاة.
كانت ساتكليف صاحبة المركز الثاني في جامعة كارنيجي مرة أخرى بسبب إعادة رواية «أسطورة آرثر في تريستان وإيسولت» التي فازت في عام 1971 بجائزة كتاب القرن الأمريكي. في 1985،  كان «علامة سيّد الحصان» الفائز الأول بجائزة «العنقاء» التي أنشأتها جمعية أدب الأطفال لتكريم أفضل كتاب للأطفال باللغة الإنجليزية الذي لم يفز بجائزة كبرى عندما نُشر في الأصل قبل عشرين عامًا. سُميت باسم طائر الفينيق الطيور الأسطورية التي تولد من جديد من رمادها،  للإشارة إلى صعود الكتاب من الغموض. فازت رواية «الجماعة الساطعة» بالجائزة نفسها عام 2010.
عاشت ساتكليف لسنوات عديدة في والبرتون بالقرب من أروندل،  ساسكس. في عام 1975،  عُينت ضابطًا في وسام الإمبراطورية البريطانية لتقديم الخدمات لأدب الأطفال،  ولاحقًا صارت قائد وسام الإمبراطورية البريطانية عام 1992. كتبت باستمرار طوال حياتها، واستمرت على ذلك حتى صباح يوم وفاتها في عام 1992. لم تتزوج ساتكليف ولم يكن لديها أطفال.

## روابط خارجية
- روزماري ساتكليف على موقع IMDb (الإنجليزية)
- روزماري ساتكليف على موقع الموسوعة البريطانية (الإنجليزية)
- روزماري ساتكليف على موقع ميوزك برينز (الإنجليزية)
- روزماري ساتكليف على موقع قاعدة بيانات الفيلم (الإنجليزية)